# Franz Fischnaller
Franz Fischnaller (Bolzano, 1954) è un artista italiano.

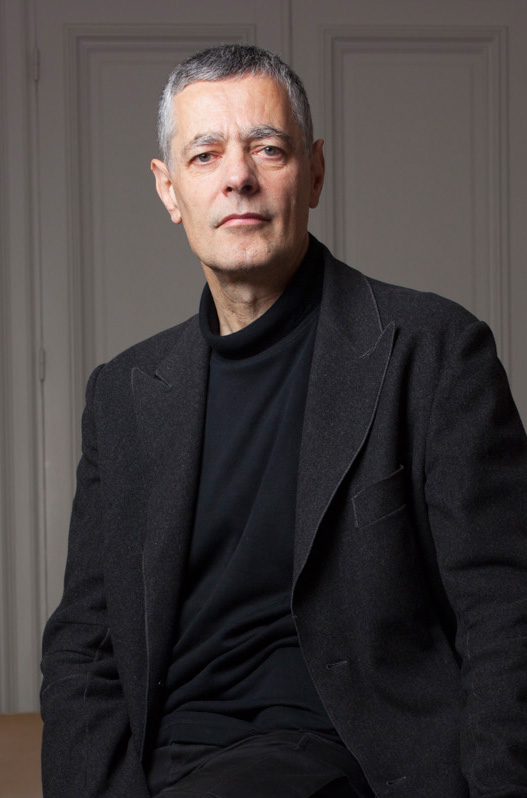
Franz Fischnaller

Franz Fischnaller opera nei campi dell'arte, del design, della tecnologia, della scienza e dell'informatica.
La sua attività ha come fondamento un processo di creatività transmediale, che esplora numerose discipline, tra cui arte visuale, tecnologia, scienza, new media design, beni culturali, scienze umane e sociali.

## Biografia
Ha studiato presso l'Istituto d'Arte di Ortisei dove ha ricevuto una Laurea in Arte Applicata. Ha vinto una borsa di studio presso l'Accademia di Belle Arti di Stoccarda, in Germania, dove ha ricevuto un Master in Fine Art and Design.

## Lavori
Fischnaller ha lavorato nel campo dell'arte classica, utilizzando come strumenti la pittura, l'incisione, il disegno, la scultura, l'affresco e la progettazione.
Ha sviluppato produzioni di media digitali, simulazioni immersive in tempo reale, realtà virtuale, contenuti stereoscopici 3D, interfacce creative e installazioni interattive multi-utente. Molte delle sue opere sono tratte dal mondo antico, classico e rinascimentale (architettura, ambienti urbani, storia, letteratura e arti), alcuni di loro rilevanti per il patrimonio culturale italiano.
Nel 1995 ha creato, con la collaborazione del Museo Nazionale della Scienza e della Tecnologia Leonardo Da Vinci, Milano, il Lautriv Chromagnon Medusa (LCM). 
Dopo il 1995, ha lavorato in Germania, Austria e negli Stati Uniti, con laboratori museali e istituzioni tra cui Medienmuseum ZKM | Centro per l'Arte e Design, Karlsruhe, Germania, Electronic Visualization Laboratory (EVL), Università Illinois in Chicago (UIC) e Ars Electronica, AEC Electronic, Museo del Futuro, Linz, Austria. Come risultato di questa ricerca, ha creato un'installazione di realtà virtuale intitolata Multi Mega Book™ .
Dal 1997 al 2005 ha realizzato L'Ultima Cena Interattiva, una narrazione virtuale basata sulla'Ultima Cena di Leonardo da Vinci per la quale ha progettato e implementato un dispositivo di apprendimento interattivo ispirato dalle regole di prospettiva lineare di Leon Battista Alberti.
Dal 2001 al 2006 ha vissuto negli Stati Uniti, dove è stato professore senior di Arti Elettroniche e Media Digitali e capo del programma di visualizzazione elettronica all'EVL, UIC.

## Premi
- 1995: Premio Menzione d'Onore Arte Interattiva, Prix Ars Electronica, Austria, per Lautrive Chromagnon Medusa[8]
- 1997: Miglior Titolo Straniero, Sezione Teatro ed Esibizioni, Gran Premio Multimedia Prix'97, Giappone, per Multi Mega Book in the Cave[9]
- 1999: Premio Menzione d'Onore Arte Interattiva, Prix Ars Electronica, Austria, per Robots Avatars Sognando con le Illusioni Virtuali[10]